# Rolls-Royce Limited
Rolls-Royce Limited a fost un producător de mașini, iar din 1914 a început să producă și motoare de avioane. A fost fondată de Charles Stewart Rolls și Henry Royce pe 15 martie 1906 ca rezultat al unui parteneriat format în 1904. În 1971, Rolls-Royce a fost afectată de dezvoltarea motorului cu reacție avansate RB211, rezultând în naționalizarea companiei ca Rolls-Royce (1971) Limited. În 1973, divizia mașini a fost separată de compania părinte ca Rolls-Royce Motors. Rolls-Royce (1971) Limited a continuat ca, companie naționalizată până a fost privatizată în 1987 ca Rolls-Royce plc.
|                  |
| Silver Dawn 1953 |

|                   |
| Silver Cloud 1956 |

|                    |
| Silver Shadow 1972 |

|                    |
| Silver Spirit 1982 |

|                    |
| Silver Seraph 2000 |

|                                     |
| Phantom IV limousine by Hooper 1953 |

|                                                |
| Phantom V sedanca de ville by James Young 1961 |

|                      |
| Phantom VI limousine |

|                      |
| Phantom VI limousine |